# アブドラ・アブドラ
アブドラ・アブドラ（パシュトー語: عبدالله عبدالله、英語: Abdullah Abdullah、1960年9月5日 - ）は、アフガニスタンの政治家。民主政府の国家和解高等評議会議長であった。行政長官（首相に相当）、外相を歴任。妻帯、1男3女を有する。パシュトゥー語、英語、アラビア語を話す。アブドゥッラー・アブドゥッラーとも表記される。

## 来歴

### 医師
カーブル出身。アブドラによると、両親はカーブル出身で、父はパシュトゥーン人、母はタジク人だった。父は首相府の土地監査部に勤務していたため、幼少の頃は父に連れられカーブル・カンダハール・パンジシールを転々とした。
1976年にカーブルのギムナジウム「ナディラ」を卒業し、1977年カーブル医科大学に入学し眼科を専攻。1983年に大学を卒業し博士号を取得する。1984年から1986年まで、ヌール眼科専門病院とカーブル病院で医師として働く。また、1984年末にムジャーヒディーンに参加した。
1985年9月にはパンジシール峡谷の主任医師となり、アフマド・シャー・マスードの支配地の保健局長を務めた。
1986年のムハンマド・ナジーブッラーによる共産政権樹立による混乱に伴いアフガニスタンを離れ、パキスタン・ペシャーワルの病院で医師として働いた。

### 政治家

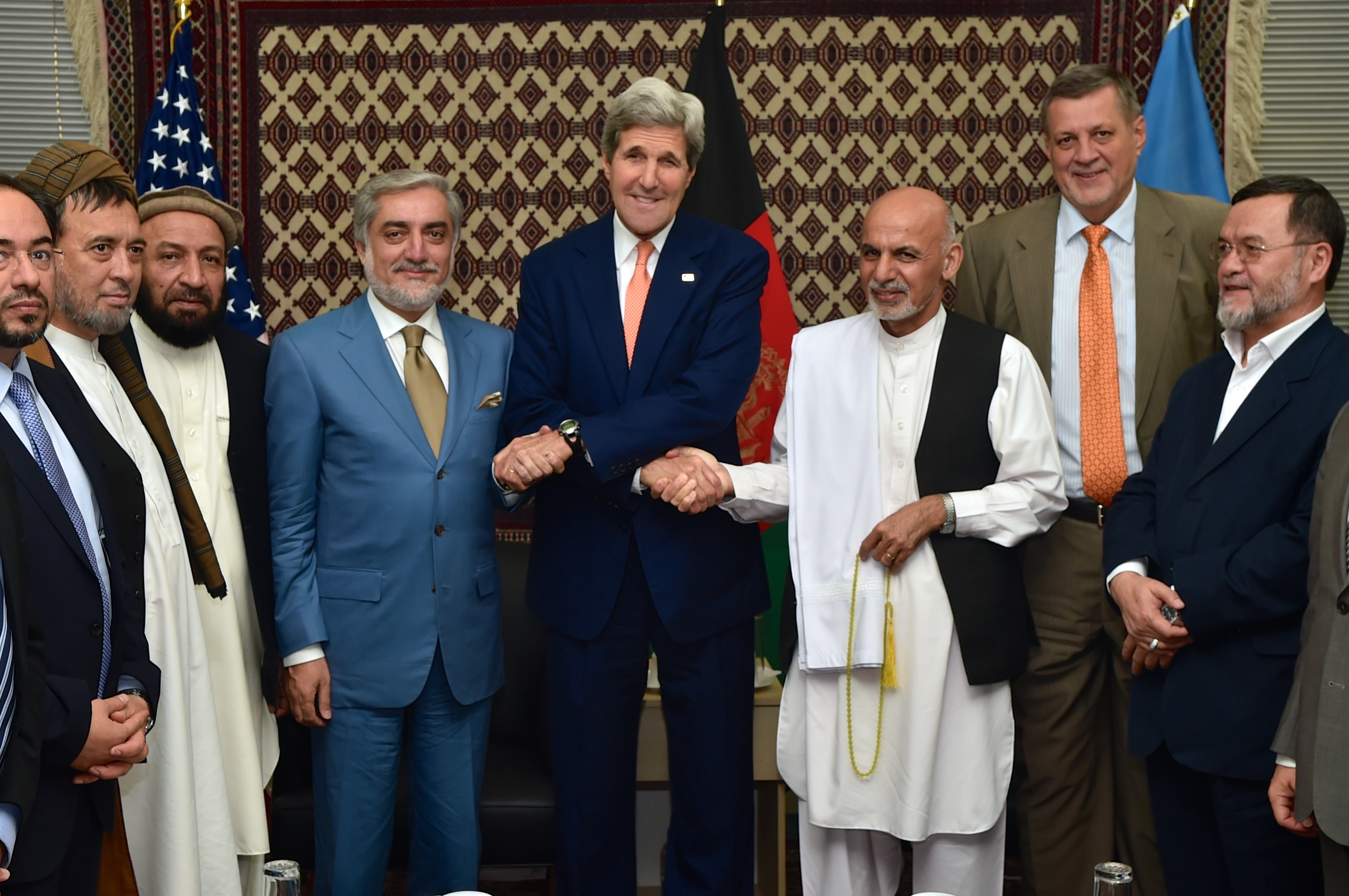
ジョン・ケリーと会談するアブドラ、ガニー（2014年8月8日）

1992年のナジーブッラー政権崩壊後に、ブルハーヌッディーン・ラッバーニー大統領の報道官兼外務次官に就任した。1990年代中盤からは、北部同盟の外務大臣を務めた。
2001年12月、ボンで開かれたタジク人の会議においてハーミド・カルザイ暫定政権の外務大臣として承認され、2004年に正式な政府が発足した際に留任し、2006年まで務めた。カルザイ政権が進めるターリバーンとの和解や武装放棄した一部のターリバーンの政治参加については一貫して反対しており、「対話ではターリバーンを再び勢いづかせるだけだ」と述べている。
2006年6月にマスード財団の事務局長に就任。医療・教育・農業などの分野で国内の人道支援を行った。
2009年1月、アメリカ合衆国を訪問した際、「バラク・オバマは、カルザイの4人の後継者を面接した。彼はその1人だ」と評された。野党・アフガニスタン国民戦線から大統領選に出馬。8月20日の投票では30%を得票し、カルザイ（49.6%得票）の有力な対抗馬となった。長期間の紛争の末、投票7日前の11月1日に立候補を取り下げた。大統領選後、アブドラはカルザイに対抗するための野党連合・アフガニスタン国民連合を結成し、2010年9月18日のアフガニスタン国民議会選挙では249議席中90議席を獲得し野党第一党に躍進した。
2014年アフガニスタン大統領選挙に立候補。2014年9月29日、アシュラフ・ガニーがアフガニスタン第2代大統領に就任し、大統領選の決選投票で敗れたアブドラも首相格の行政長官に就任した。
2019年9月28日に執行された大統領選挙は2020年2月18日に選挙管理委員会が結果を確定させ、得票率50.64%のガニーの再選が決定したがアブドラは選挙結果を認めず、同年3月9日にガニーが2期目の就任宣誓を行った数分後にアブドラも独自に大統領就任宣誓を行うなど、ガニーの2期目は波乱のスタートとなった。5月17日にガニーと新政権樹立で合意し、権限を両者で分け合うこととしたほか、アブドラは新設される国家和解高等評議会の議長に就任し、ターリバーンとの和平交渉を主導することとなった。
しかしアメリカ合衆国は2021年8月末までのアフガニスタンからの撤退を進め、それに伴いターリバーンは次々に主要都市を制圧。アブドラはガニーに対して大統領辞任を要求したが、15日にターリバーンがカーブルに迫るとガニーはタジキスタンに向けて出国したことを内務省高官が発表し、後にアブドラもこれを確認。この困難な状況に国を去ったガニーに対し、神は責任を負わせるべきだと批判を行った（2021年ターリバーン攻勢）。